# Signalbild
Ein Signalbild eines Eisenbahnsignals beinhaltet Formen, Farben und Merkmale eines sichtbaren Signals. Jedem Signalbild ist ein Signalbegriff, im Regelwerk der Deutschen Bahn AG Signalbedeutung, zugeordnet, der die Bedeutung des Signalbilds beschreibt. Für deutsche Bahngesellschaften sind die Signalbilder mit Beschreibung derer Darstellung, auch die von Signaltönen, im Signalbuch festgehalten.
In der Schweiz sind die Signalbilder im Abschnitt R 300.2 der Fahrdienstvorschriften festgelegt.